# VIRGO
Per a una cobertura més àmplia de detectors com Virgo, vegeu la cerca interferomètrica de ones gravitacionals basada en terra.
L’interferòmetre Virgo és un instrument científic de gran escala situat a prop de Pisa, Itàlia, destinat a la detecció d’ones gravitacionals. El detector és un interferòmetre de Michelson capaç de detectar les minúscules variacions de longitud en els seus dos braços de 3 km (1,9 mi) causades pel pas d’ones gravitacionals. La precisió requerida s’aconsegueix mitjançant diversos sistemes d’aïllament respecte del món exterior, incloent-hi el manteniment dels seus miralls i instruments en ultrabuit i la seva suspensió mitjançant sistemes complexos de pèndols.
Entre els seus períodes d’observació, el detector es millora per augmentar-ne la sensibilitat. Les sessions d’observació es planifiquen en col·laboració amb altres detectors similars, com els dos Observatoris d’Ones Gravitacionals amb Interferòmetre Làser (LIGO, per les seues sigles en anglés) als Estats Units i el Detector d’Ones Gravitacionals de Kamioka (KAGRA, per les seues sigles en anglés) al Japó, ja que la cooperació entre diversos detectors és crucial per detectar ones gravitacionals i determinar-ne l’origen.
L’interferòmetre va ser concebut i construït quan les ones gravitacionals eren només una predicció de la teoria de la relativitat general. El projecte, anomenat així en honor al cúmul de galàxies Virgo, va ser aprovat per primera vegada el 1992 i la seva construcció es va completar el 2003. Després de diversos anys de millores sense deteccions, va ser aturat el 2011 per a les actualitzacions de "Virgo Avançat". El 2015, els dos detectors LIGO van fer la primera observació d’ones gravitacionals mentre Virgo encara estava en procés de millora. L’interferòmetre va reprendre les observacions a principis d’agost del 2017 i va realitzar la seva primera detecció el 14 d’agost (juntament amb els detectors LIGO); poc després, va seguir la detecció de l’ona gravitacional GW170817, l’única fins al 2024 també observada amb mètodes clàssics (telescopis òptics, de raigs gamma, de raigs X i de ràdio).
L’Observatori Gravitacional Europeu (en) (EGO) allotja l'experiment Virgo. EGO és un consorci fundat pel Centre National de la Recherche Scientifique (CNRS) de França i el Istituto Nazionale di Fisica Nucleare (en) (INFN) d’Itàlia. La col·laboració Virgo en la seua totalitat, que reuneix 940 membres de 20 països, opera el detector i defineix l’estratègia i la política per al seu ús i millora. Les col·laboracions LIGO i Virgo comparteixen dades des del 2007, i amb KAGRA des del 2019, formant la col·laboració LIGO-Virgo-KAGRA (LVK).

Països europeus amb institucions que contribuïxen a EGO i a la col·laboració Virgo.
Països europeus amb institucions que contribuïxen a la col·laboració Virgo.

## Organització
L’interferòmetre Virgo està gestionat pel consorci de l’Observatori Europeu Gravitatori (EGO), que va ser creat el desembre del 2000 pel Centre National de la Recherche Scientifique (CNRS) i Istituto Nazionale di Fisica Nucleare (INFN). Posteriorment, Nikhef (en), l’Institut Nacional Holandès de Física Subatòmica, es va unir com a observador i finalment es va convertir en membre de ple dret al 2021. Institucions de Polònia, Espanya i Bèlgica s'uniren a EGO com a observadors al 2023, amb les institucions belgues FWO i FNRS unint-se com a membres de ple dret al 2025. L’EGO és responsable del lloc on es troba Virgo i s’encarrega de la posada en marxa, el manteniment, el funcionament i les millores del detector. Per metonímia, el lloc mateix de vegades es denomina EGO, ja que el consorci hi té la seva seu. Un dels objectius de l’EGO és promoure la recerca sobre la gravetat a Europa. Entre el 2018 i el 2024, el pressupost de l’EGO ha fluctuat entre 9 i 11,5 milions d’euros anuals, donant feina a unes 60 persones.
La Col·laboració Virgo està formada per totes les investigadores i investigadors que treballen en diversos aspectes del detector. Al desembre del 2024, comptava amb uns 940 membres, representant 165 institucions de 20 països. Aquestes institucions inclouen França, Itàlia, els Països Baixos, Polònia, Espanya, Bèlgica, Alemanya, Hongria, Portugal, Grècia, Txèquia, Dinamarca, Irlanda, Mònaco, Suïssa, Brasil, Burkina Faso, la Xina, Israel, el Japó i Corea del Sud.
La Col·laboració Virgo forma part de la més àmplia Col·laboració LIGO-Virgo-KAGRA (LVK), que reuneix científics d’altres grans experiments d’ones gravitatòries per analitzar conjuntament les dades, un pas crucial per a la detecció d’aquestes ones. LVK es va iniciar el 2007 com a Col·laboració LIGO-Virgo i es va expandir el 2019 amb la incorporació de KAGRA.

## Cas científic

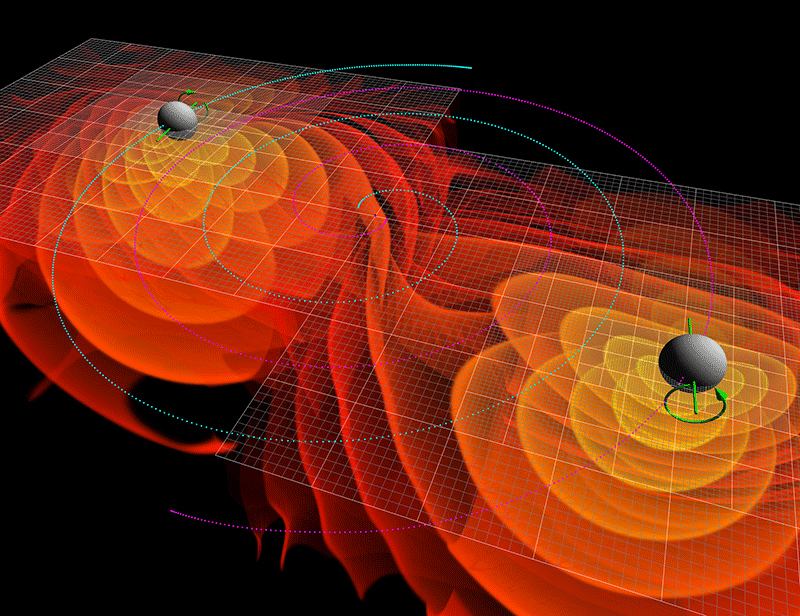
Simulació d'ordinador de les ones gravitaciones emitides per la decadència orbital i fusió de dos forats negres

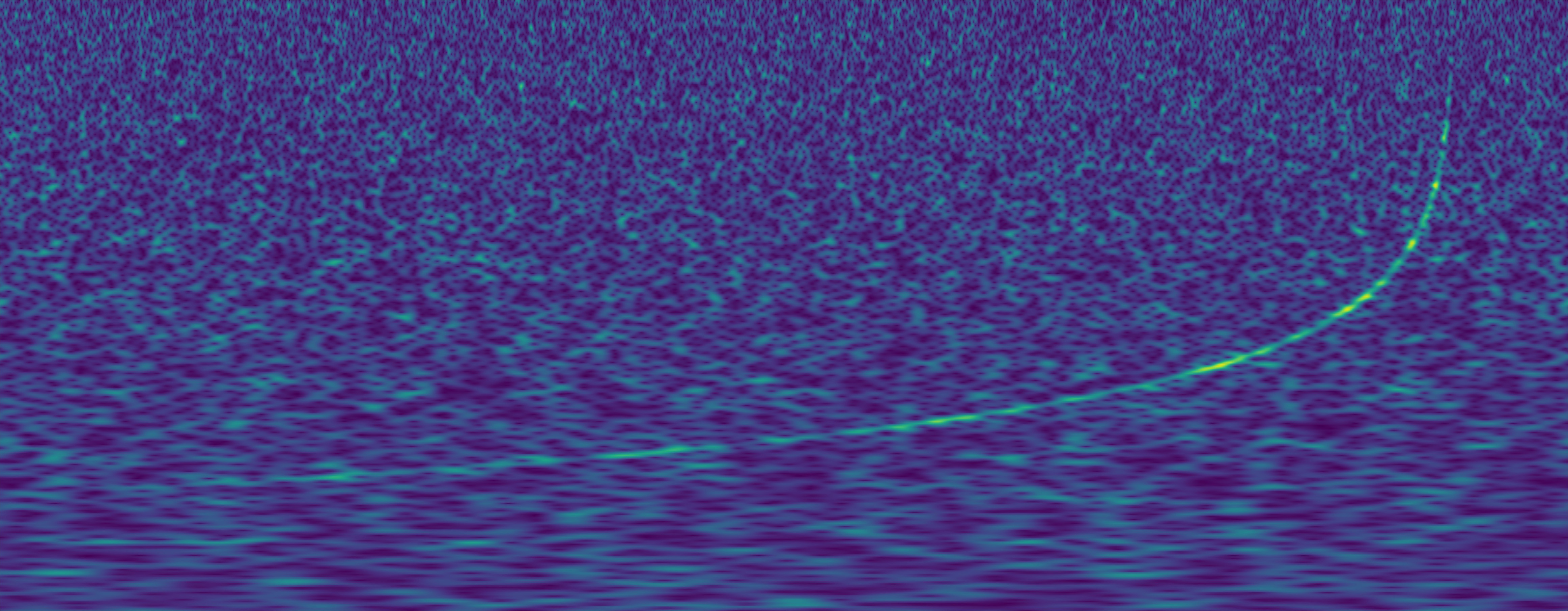
"Chirp" típic d'una ona gravitacional provenint de l'event GW170817. L'eix x representa el temps i l'eix y representa la freqüència. Un increment de la freqüència amb el temps és habitual per a les ones gravitacionals d'un sistena binari d'estrelles compactes i la seua forma ve determinada per les masses d'aquestes.

Virgo està dissenyat per buscar ones gravitacionals emeses per fonts astrofísiques a tot l’univers, que es poden classificar en tres tipus:
- Fonts transitòries, que són objectes detectables només durant un període curt. Les principals fonts en aquesta categoria són les coalescències de sistemes binaris compactes (CBC), com la fusió de forats negres binaris o estrelles de neutrons, que emeten un senyal en ràpida expansió que només es fa detectable en els últims segons abans de la fusió. Altres possibles fonts d’ones gravitacionals de curta durada són les supernoves, les inestabilitats en objectes astrofísics compactes o fonts exòtiques com les cordes còsmiques (en).
- Fonts contínues, que emeten un senyal observable a llarg termini. Els principals candidats són les estrelles de neutrons de rotació ràpida (púlsars), que poden emetre ones gravitacionals si no són perfectament esfèriques (per exemple, si presenten petites "muntanyes" a la superfície).
- Fons estocàstics, un tipus de senyal generalment continu difós en àmplies regions del cel en lloc de provenir d’una única font. Podria estar format per un gran nombre de fonts indistinguibles de les categories anteriors o originar-se en els primers moments de l’univers.

La detecció d’ones gravitacionals provinents d’aquestes fonts és una nova manera d’observar-les (sovint amb informació diferent de la que proporcionen els mètodes clàssics com els telescopis) i d’investigar propietats fonamentals de la gravetat, com ara la polarització de les ones gravitacionals, el possible fenomen de lent gravitatòria, o la verificació de si els senyals observats es descriuen correctament mitjançant la relativitat general. També proporciona un mitjà per mesurar la constant de Hubble.

## Història
El projecte Virgo va ser aprovat el 1992 pel CNRS francès i l’any següent per l’INFN italià. La construcció del detector va començar el 1996 a Santo Stefano a Macerata, a Cascina, prop de Pisa, Itàlia, i es va completar el 2003. Després de diverses campanyes d'observació en què no es van detectar ones gravitacionals, l’interferòmetre es va tancar el 2011 per ser actualitzat com a part del projecte Advanced Virgo. Va reprendre les observacions el 2017 i va fer les seves dues primeres deteccions poc després, juntament amb els detectors LIGO.

### Concepció
Encara que el concepte d’ones gravitacionals va ser presentat per Albert Einstein el 1916, els projectes seriosos per detectar-les no van començar fins a finals dels anys 1960. Els primers van ser les barres de Weber, inventades per Joseph Weber; tot i que, en teoria, podien detectar ones gravitacionals, cap dels experiments va tenir èxit. No obstant això, van provocar la creació de grups de recerca dedicats a les ones gravitacionals.
La idea d’un gran detector interferomètric va començar a guanyar credibilitat a principis dels anys 1980, i el projecte Virgo va ser conceptualitzat pel investigador italià Adalberto Giazotto i el investigador francès Alain Brillet el 1985, després de conèixer-se a Roma. Una idea clau que diferenciava Virgo d’altres projectes era l’orientació cap a freqüències baixes (al voltant dels 10 Hz), mentre que la majoria de projectes es centraven en freqüències més altes (al voltant dels 500 Hz). En aquell moment, molts creien que les observacions a baixa freqüència no eren possibles; només França i Itàlia van iniciar el projecte, que es va proposar per primera vegada el 1987. El nom Virgo es va encunyar poc després en referència al cúmul de galàxies Verge; simbolitza l’objectiu del projecte de detectar ones gravitacionals procedents més enllà de la nostra galàxia. Després de l’aprovació del CNRS i l’INFN, la construcció de l’interferòmetre va començar el 1996 amb l’objectiu d’iniciar les observacions l’any 2000.
El primer objectiu de Virgo era observar directament les ones gravitacionals, la existència de les quals ja estava indirectament evidenciada per l’estudi de tres dècades del púlsar binari 1913+16: la disminució observada del període orbital d’aquest púlsar binari coincidia amb la hipòtesi que el sistema perdia energia en emetre ones gravitacionals.

### Detector de Virgo inicial
El detector Virgo es va construir, posar en funcionament i operar per primera vegada durant la dècada del 2000, i va assolir la sensibilitat esperada. Això va validar les seves opcions de disseny i va demostrar que els interferòmetres gegants eren dispositius prometedors per a la detecció d'ones gravitacionals en una àmplia banda de freqüències. Aquesta fase es coneix a vegades com el "Virgo inicial" o el "Virgo original".
La construcció del detector Virgo inicial es va completar el juny del 2003, i es van dur a terme diversos períodes de recollida de dades ("science runs") entre el 2007 i el 2011, després de quatre anys de posada a punt. Algunes d'aquestes sessions es van realitzar conjuntament amb els dos detectors LIGO (ubicats a Hanford, Washington, i a Livingston, Louisiana). L'any 2010, el detector es va aturar durant uns mesos per actualitzar el sistema de suspensió de Virgo, substituint els cables d'acer originals per fibres de vidre per reduir el soroll tèrmic. Malgrat diversos mesos de recollida de dades amb el sistema de suspensió millorat, no es van detectar ones gravitacionals, i el detector es va clausurar el setembre del 2011 per a la instal·lació de l'Advanced Virgo.

### Detector de Virgo avançat

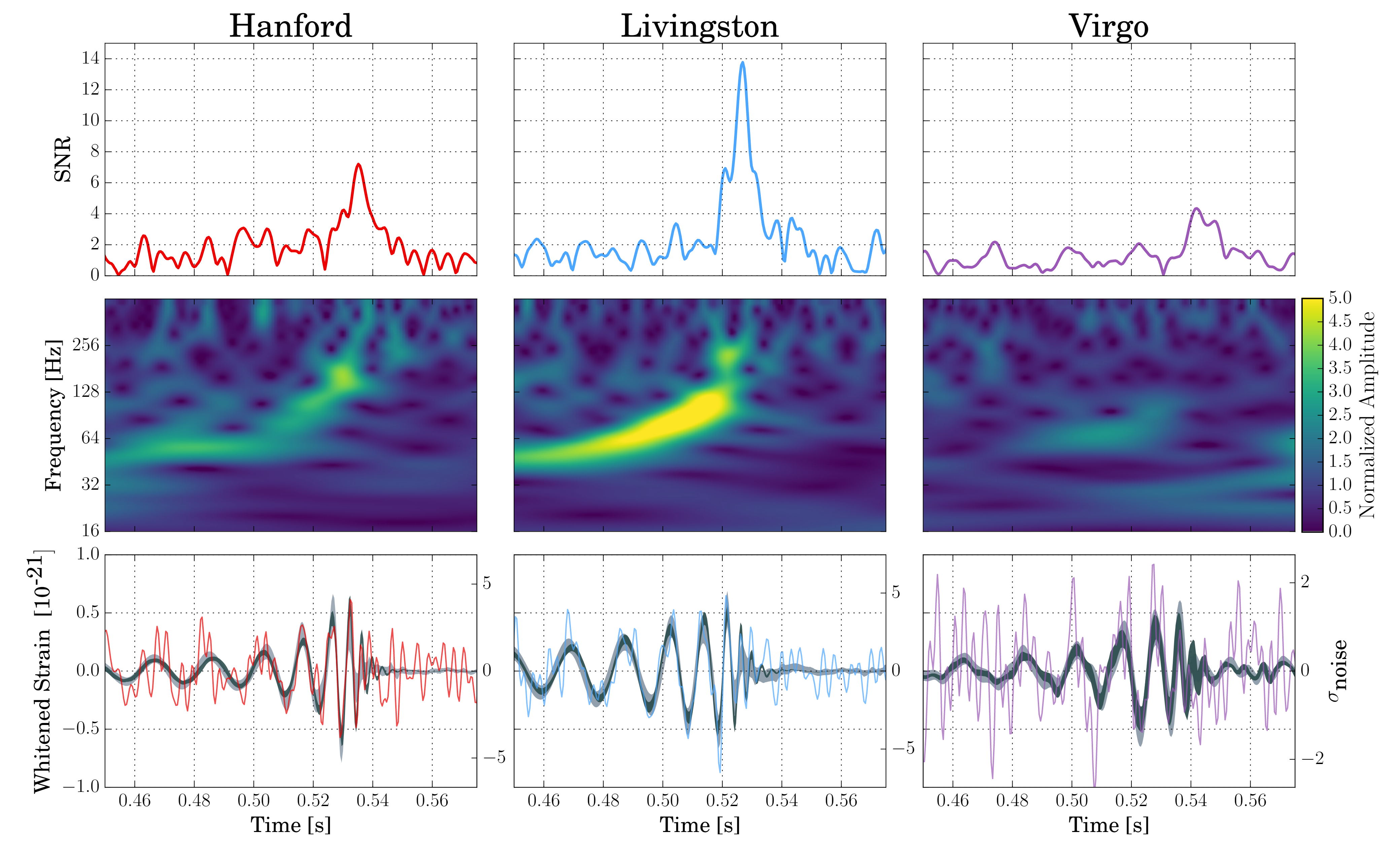
Primera detecció d'una ona gravitacional per Virgo el 14 d'Agost del 2017 (GW170814)

El detector Advanced Virgo tenia com a objectiu augmentar la sensibilitat (i la distància des de la qual es pot detectar un senyal) per un factor de 10, cosa que li permetia explorar un volum de l’univers 1.000 vegades més gran i feia més probable la detecció d’ones gravitacionals. Es va beneficiar de l'experiència adquirida amb el detector inicial i dels avanços tecnològics.
El detector Advanced Virgo va mantenir la mateixa infraestructura de buit que el Virgo inicial, però la resta de l’interferòmetre va ser actualitzada. Es van afegir quatre bombes criogèniques addicionals a cada extrem de cada braç per capturar les partícules residuals provinents de les torres dels miralls. Els nous miralls eren més grans, amb un diàmetre de 35 cm (14 polzades) i un pes de 40 kg (88 lliures), i es va millorar el seu rendiment òptic. Els elements òptics utilitzats per controlar l’interferòmetre es trobaven sota buit en muntatges suspesos. Es va instal·lar un sistema d’òptica adaptativa per corregir les aberracions dels miralls in situ. Segons el pla original, la potència del làser havia d’arribar als 200 W en la seva configuració final.(p75)
L’Advanced Virgo va començar el procés de posada en marxa el 2016, unint-se als dos detectors LIGO (que havien passat per millores similars amb Advanced LIGO i havien fet la seva primera detecció el 2015) l’1 d’agost de 2017. Els períodes d’observació per a l’era dels detectors avançats són planificats per la col·laboració LVK amb l’objectiu de maximitzar el temps d’observació amb diversos detectors i es designen amb les etiquetes O1 a O5; Virgo va començar a participar-hi prop del final del període O2. LIGO i Virgo van detectar el senyal GW170814 el 14 d’agost de 2017, que es va reportar el 27 de setembre d’aquell any. Va ser la primera fusió de forats negres binaris detectada tant per LIGO com per Virgo, i la primera per a Virgo.
El senyal GW170817 va ser detectat per LIGO i Virgo el 17 d’agost de 2017. El senyal, produït pels minuts finals de dos estrelles de neutrons en espiral abans de fusionar-se, va ser la primera fusió d’estrelles de neutrons binaris observada i la primera observació d’ones gravitacionals confirmada per mitjans no gravitacionals. L’explosió de raigs gamma resultant també va ser detectada, i telescopis òptics van descobrir posteriorment una kilonova corresponent a la fusió.
Després de noves millores, Virgo va començar el seu tercer període d’observació (O3) a l’abril de 2019. Previst per durar un any, el període va acabar abans d’hora el 27 de març de 2020 a causa de la pandèmia de la COVID-19.
Les millores posteriors a O3 formen part del programa Advanced Virgo+, dividit en dues fases; la primera va precedir el període O4, i la segona precedeix el període O5. La primera fase es va centrar en la reducció del soroll quàntic mitjançant la introducció d’un làser més potent, la millora de la compressió òptica introduïda a O3 i la implementació d’una nova tècnica coneguda com a reciclatge de senyal; també es van instal·lar sensors sísmics al voltant dels miralls. La segona fase intentarà reduir el soroll tèrmic dels miralls modificant la geometria del feix làser per augmentar-ne la mida sobre els miralls (distribuint l’energia en una àrea més gran i reduint així la temperatura) i millorant el recobriment dels miralls; els miralls finals seran més grans, cosa que requerirà millores en la suspensió. També s’esperen més millores en la reducció del soroll quàntic en aquesta segona fase, basant-se en els canvis introduïts en la primera.
El quart període d’observació (O4) estava previst per començar al maig de 2023 i havia de durar 20 mesos, incloent-hi una pausa de fins a dos mesos per a ajustos tècnics. L’11 de maig de 2023, Virgo va anunciar que no s’uniria a l’inici d’O4; l’interferòmetre no era prou estable per assolir la sensibilitat esperada i calia reemplaçar un mirall, fet que requeria diverses setmanes de treball. Virgo no es va unir a la primera part del període O4 (O4a, que va acabar el 16 de gener de 2024), ja que només va assolir una sensibilitat màxima de 45 Mpc en comptes dels 80 a 115 Mpc esperats inicialment; es va incorporar a la segona part del període (O4b), que va començar el 10 d’abril de 2024, amb una sensibilitat d’entre 50 i 55 Mpc. Al juny de 2024 es va anunciar que el període O4 s’allargaria fins al 9 de juny de 2025 per preparar millor les millores d’O5. El calendari es va revisar novament al gener de 2025, afegint-hi una pausa addicional de dos mesos a partir de l’abril de 2025 i una extensió del període fins al 7 d’octubre de 2025 per compensar el temps perdut.

#### Sensibilitat del detector

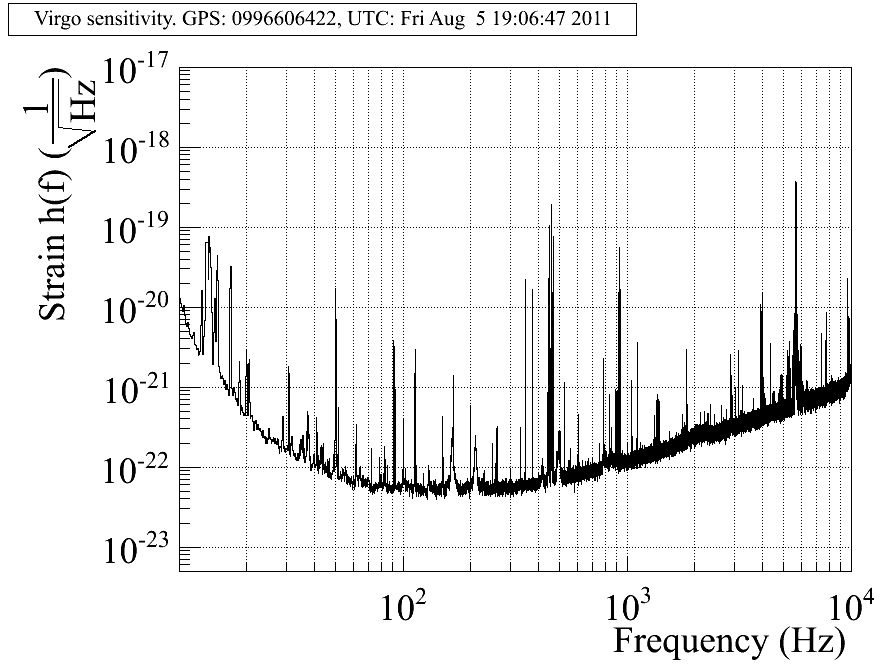
Corba de sensibilitat del detector Virgo des de 10 Hz fins a 10 kHz, calculada a l’agost de 2011. La seva forma és típica: el soroll tèrmic del pèndol de suspensió del mirall domina a baixes freqüències, mentre que l’augment a altes freqüències es deu al soroll de tret del làser. Entre aquests extrems es troben resonàncies i sorolls instrumentals, incloent-hi la freqüència de xarxa de 50-Hz i els seus harmònics.

## Resultats científics

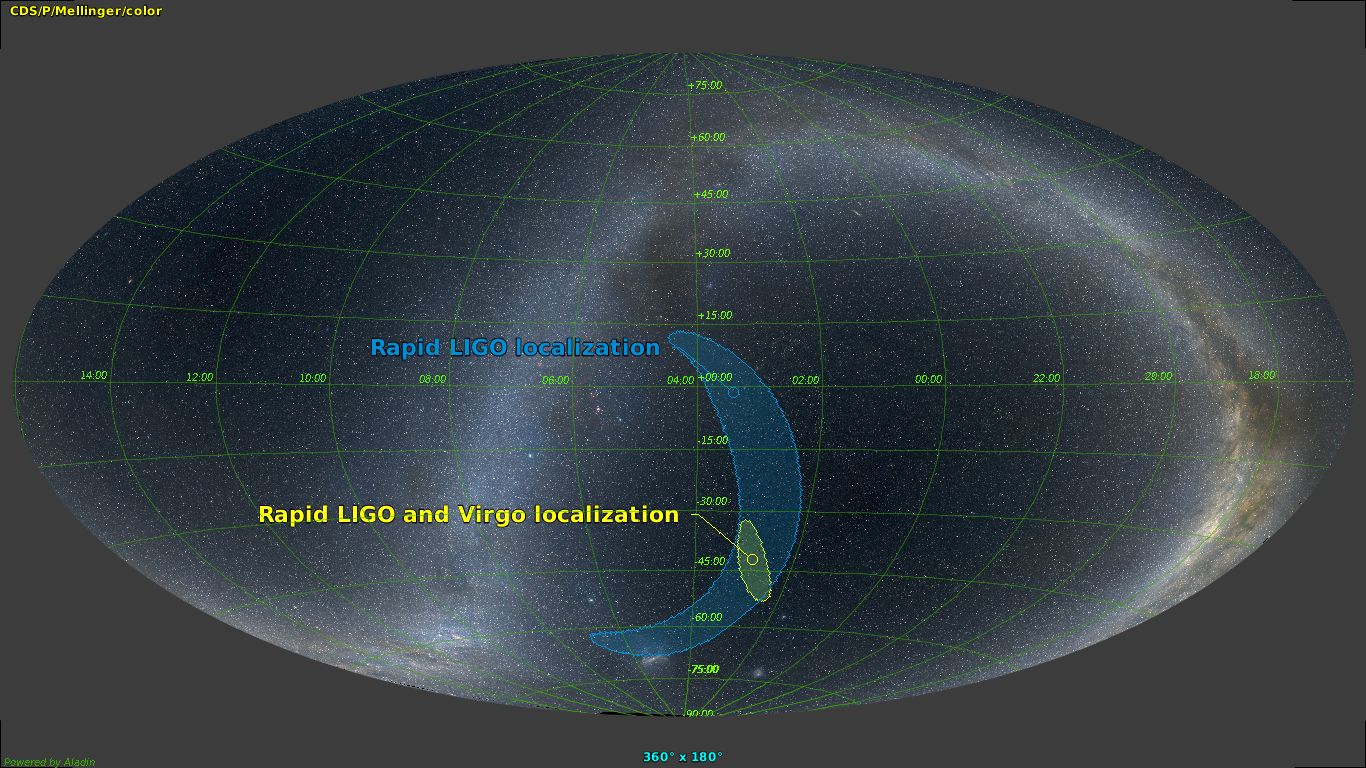
Localització al cel de l’esdeveniment GW170814 amb els dos detectors LIGO i amb la xarxa completa. L’addició de Virgo permet una localització molt més precisa.

### Futur
El detector tornarà a ser aturat per a actualitzacions, incloent-hi la millora del recobriment dels miralls, després de l'execució de l'O4. Es preveu que un cinquè període d'observació (O5) comenci cap al juny de 2027. La sensibilitat objectiu de Virgo, inicialment establerta entre 150 i 260 Mpc, s'està redefinint a la llum del seu rendiment durant l'O4. Es preveu que els plans per a la incorporació a l'O5 es coneguin abans de finals de 2024.
No s'han anunciat plans oficials sobre el futur de les instal·lacions de Virgo després del període O5, tot i que s'han suggerit projectes per a la millora dels detectors. Els plans actuals de la col·laboració es coneixen com el projecte Virgo_nEXT.

## Instrument

### Principis
En la relativitat general, una ona gravitacional és una pertorbació de l'espai-temps que es propaga a la velocitat de la llum. Corba lleugerament l'espai-temps modificant el camí de la llum i es pot detectar amb un interferòmetre de Michelson, en el qual un làser es divideix en dos feixos que viatgen en direccions ortogonals i reboten en un mirall situat al final de cada braç. Quan l'ona gravitacional passa, altera de manera diferent el camí dels dos feixos; aquests es tornen a combinar i el patró d'interferència resultant es mesura amb una fotodíode. Com que la deformació induïda és extremament petita, la precisió en la posició dels miralls, l'estabilitat del làser, les mesures i l'aïllament del soroll extern són essencials.

### Làser i sistema d'injecció

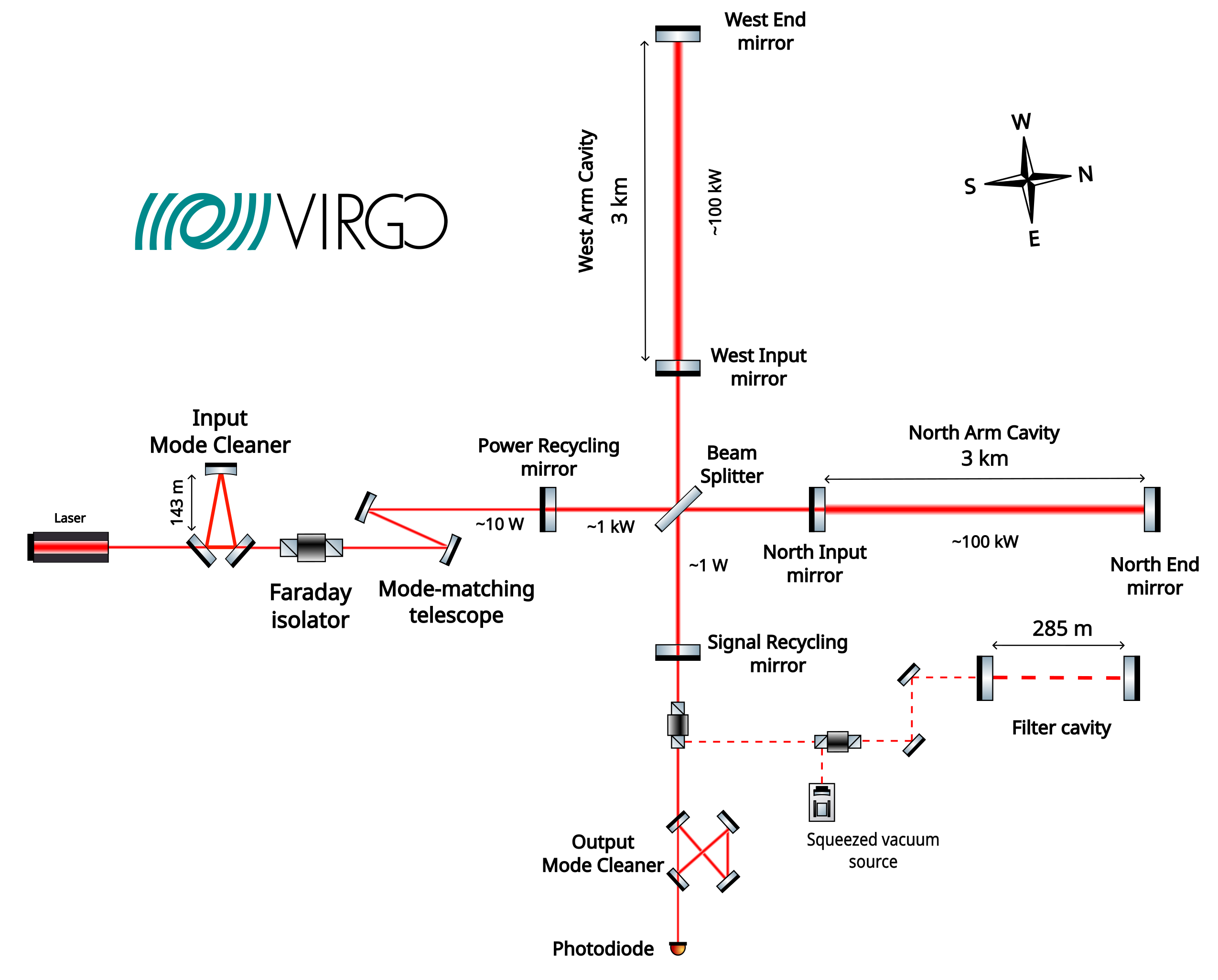
Distribució de l'interferòmetre Virgo durant el periode de detecció O4 (2023-2024), incloent el mirall de reciclatge de senyal i la cavitat de filtre ausents el periode anterior. Estimacions de la potència del làser son demostratives.

El làser, la font de llum de l'instrument, ha de ser potent i estable en freqüència i amplitud.Per complir aquestes especificacions, el feix comença a partir d'un làser de baixa potència i estable.La llum del làser passa a través de diversos amplificadors, que n'augmenten la potència per un factor de 100. Es va aconseguir una potència de sortida de 50 watts (W) en la darrera configuració del detector inicial Virgo (arribant als 100 W durant la cursa O3 després de les millores d’Advanced Virgo), i s’espera que s’actualitzi a 130 W a l’inici de la cursa O4.El detector original de Virgo tenia un sistema làser de tipus mestre-esclau, on un làser "mestre" s'utilitzava per estabilitzar un làser "esclau" d'alta potència; el làser mestre era un làser Nd:YAG, i el làser esclau era un làser Nd:YVO4. El disseny de l'Advanced Virgo utilitza un làser de fibra, amb una etapa d’amplificació també feta de fibres, per millorar la robustesa del sistema; la seva configuració final preveu combinar la llum de dos làsers per assolir la potència requerida.:87 La longitud d’ona del làser és de 1064 nanòmetres en les configuracions original i d'Advanced Virgo.
Aquest feix de làser s’envia a l’interferòmetre després de passar pel sistema d’injecció, que n'assegura l'estabilitat, n'ajusta la forma i la potència, i el posiciona correctament per entrar a l'interferòmetre. El sistema d’injecció inclou el netejador de mode d’entrada, que és una cavitat de 140 metres de llarg (460 peus) dissenyada per millorar la qualitat del feix estabilitzant-ne la freqüència, eliminant propagacions de llum no desitjades i reduint els efectes del desalineament del làser. També compta amb un aïllador de Faraday per evitar que la llum torni al làser, i un telescopi d’adaptació de mode que ajusta la mida i la posició del feix abans que entri a l’interferòmetre.

### Miralls

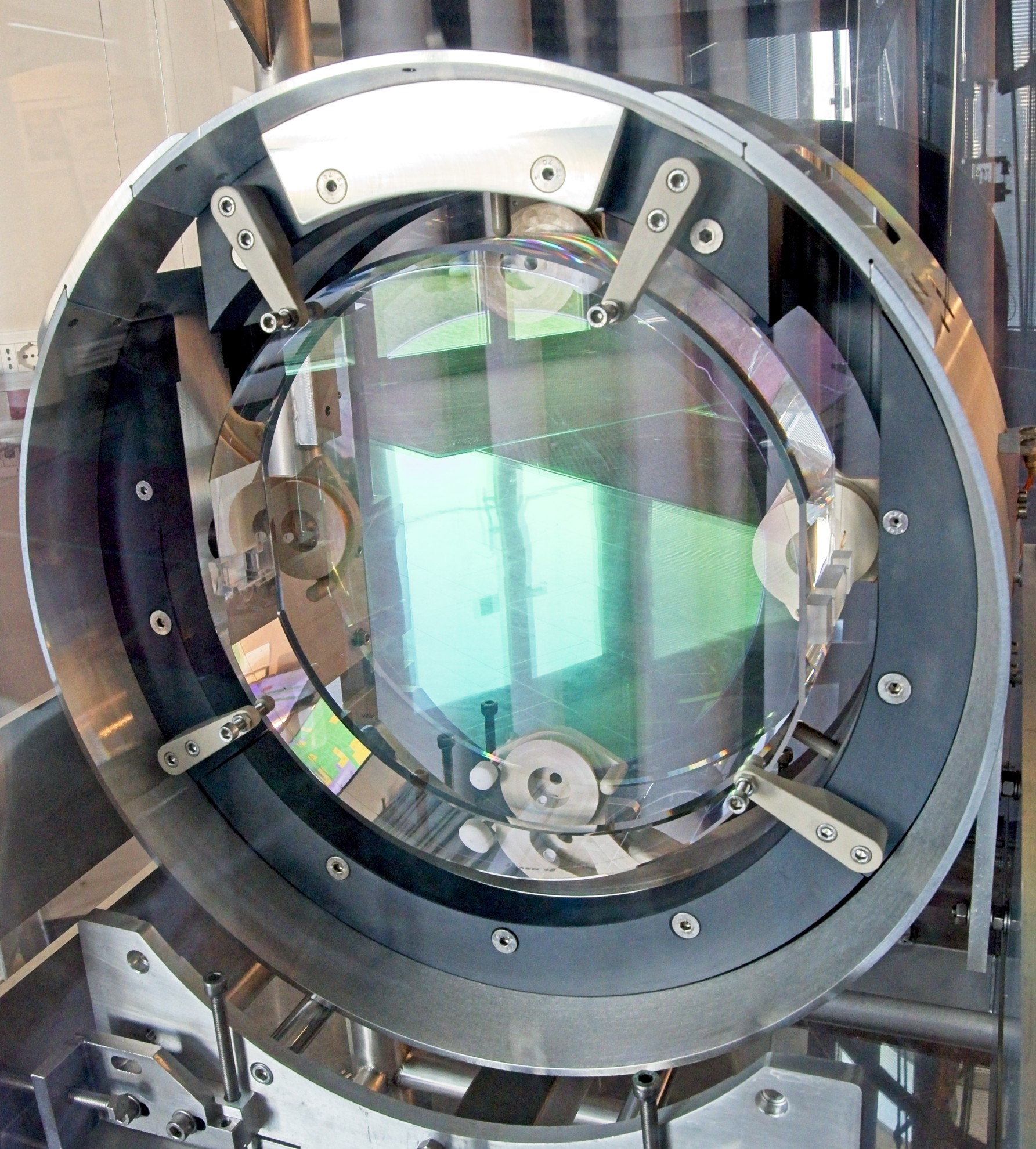
Mirall del detector de Virgo inicial, ara en exposició en les instal·lacions de Virgo

Els grans miralls de cada braç són els elements òptics més crítics de l'interferòmetre. Inclouen els dos miralls de final de braç, situats als extrems dels braços de 3 km (1,9 mi) de l'interferòmetre, i els dos miralls d'entrada prop del començament dels braços. Aquests miralls formen una cavitat òptica ressonant en cada braç, on la llum rebota milers de vegades abans de tornar al divisor de feix, maximitzant l'efecte del senyal en el camí del làser i permetent augmentar la potència de la llum que circula pels braços. Aquests miralls (dissenyats per a Virgo) són cilindres de 35 cm (14 in) de diàmetre i 20 cm (7,9 in) de gruix, fets de vidre d'una puresa extrema. Durant el procés de fabricació, es poleixen a nivell atòmic per evitar la difusió (i la pèrdua) de llum. A continuació, s'hi aplica un recobriment reflectant (un reflector de Bragg fabricat amb dipòsit per bombardeig d'ions). Els miralls situats als extrems dels braços reflecteixen gairebé tota la llum incident, amb menys del 0,002 per cent de pèrdua en cada reflexió.
El disseny final també inclou dos altres miralls:
- El mirall de reciclatge de potència, situat entre el làser i el divisor de feix. Com que la major part de la llum és reflectida cap al làser després de tornar al divisor de feix, aquest mirall reintroduïx la llum a l’interferòmetre principal i augmenta la potència als braços.
- El mirall de reciclatge de senyal, situat a la sortida de l'interferòmetre, reintroduïx part del senyal dins l’interferòmetre (amb una transmissió prevista del 40%) i forma una altra cavitat. Amb petits ajustos en aquest mirall, es pot reduir el soroll quàntic en una part del rang de freqüències i augmentar-lo en una altra, cosa que permet ajustar l'interferòmetre per a certes freqüències. Està previst utilitzar una configuració de banda ampla, que redueixi el soroll a altes i baixes freqüències i l'augmenti a freqüències intermèdies. La reducció del soroll a altes freqüències és especialment interessant per a l'estudi d’un senyal just abans i després de la fusió d'un objecte compacte.[50][28]

### Superatenuadors

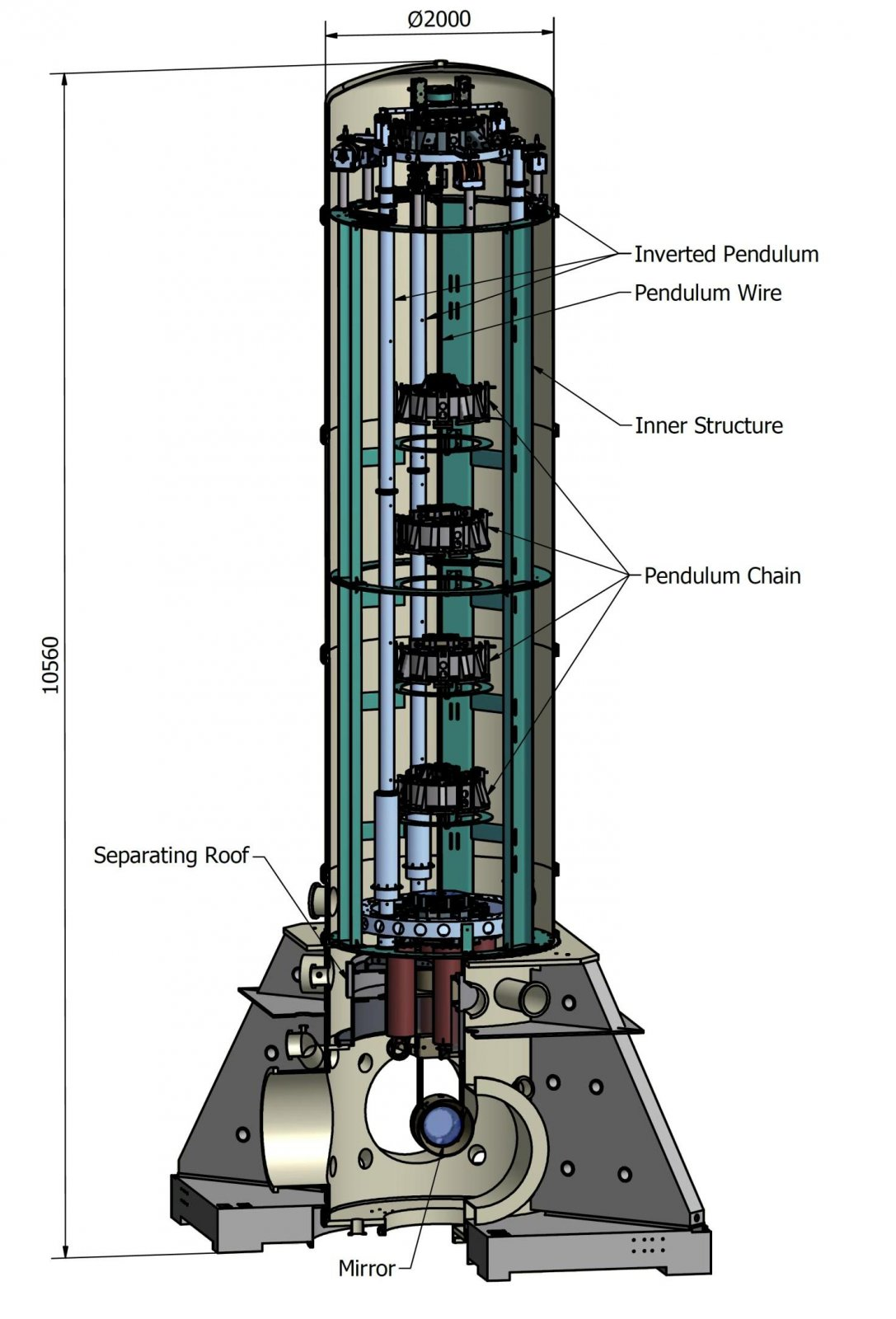
Un mirall de Virgo es manté al vuit amb un superatenuador, que amortigüa vibracions sísmiques. Consisteix en una cadena de pèndols que penja d'una plataforma superior i es suportada per tres potes fixes al terra, formant un pèndol invertit. Vibracions sísmiques per damunt dels 10 Hz son reduïdes per un factor de 10^{12} voltes, i la posicio del mirall queda controlada.

Per mitigar el soroll sísmic, que podria propagar-se fins als miralls, fent-los vibrar i dificultant la detecció de possibles senyals d'ones gravitacionals, els miralls estan suspesos mitjançant un sistema complex. Els miralls principals estan suspesos per quatre fibres primes de sílice que estan connectades a una sèrie d'atenuadors. Aquest superatenuador, de gairebé 8 metres (26 peus) d'altura, es troba en un buit. Els superatenuadors limiten les pertorbacions dels miralls i permeten ajustar amb precisió la seva posició i orientació. La taula òptica amb els components d'injecció òptica, que donen forma al feix làser, com les banquetes òptiques utilitzades per a la detecció de la llum, també estan suspeses en el buit per limitar el soroll sísmic i acústic. En la configuració d’Advanced Virgo, la instrumentació utilitzada per detectar senyals d'ones gravitacionals i controlar l’interferòmetre (fotodíodes, càmeres i electrònica associada) està instal·lada en diverses banquetes suspeses en el buit.(p477)
El disseny del superatenuador es basa en l’atenuació passiva del soroll sísmic mitjançant la concatenació de diversos pèndols, cadascun un oscil·lador harmònic. Aquests tenen una freqüència de ressonància (que disminueix amb la longitud del pèndol) per sobre de la qual el soroll és esmorteït; concatenar diversos pèndols redueix el soroll en dotze ordres de magnitud, introduint freqüències de ressonància més altes que les d’un únic pèndol llarg. La freqüència de ressonància més alta és d’aproximadament 2 Hz, proporcionant una reducció significativa del soroll a partir dels 4 Hz(p416)  i assolint el nivell necessari per detectar ones gravitacionals al voltant dels 10 Hz. El sistema té una limitació: el soroll en la banda de freqüència de ressonància (per sota dels 2 Hz) no és filtrat i pot generar grans oscil·lacions. Això es mitiga mitjançant un sistema d’amortiment actiu, que inclou sensors que mesuren el soroll sísmic i actuadors que controlen el superatenuador per contrarestar el soroll.

### Sistema de detecció
Part de la llum a les cavitats dels braços s'envia cap al sistema de detecció mitjançant el divisor de feix. L'interferòmetre funciona prop de la "franja fosca", amb molt poca llum dirigida cap a la sortida; la major part torna a l'entrada, on és recollida pel mirall de reciclatge de potència. Una fracció d'aquesta llum és reflectida pel mirall de reciclatge de senyal, i la resta és recollida pel sistema de detecció. Primer passa pel netejador de modes de sortida, que filtra els "modes d'ordre superior" (llum que es propaga de manera no desitjada, normalment degut a petits defectes en els miralls), abans d'arribar als fotodiods que mesuren la intensitat de la llum. El netejador de modes de sortida i els fotodiods estan suspesos en un buit.

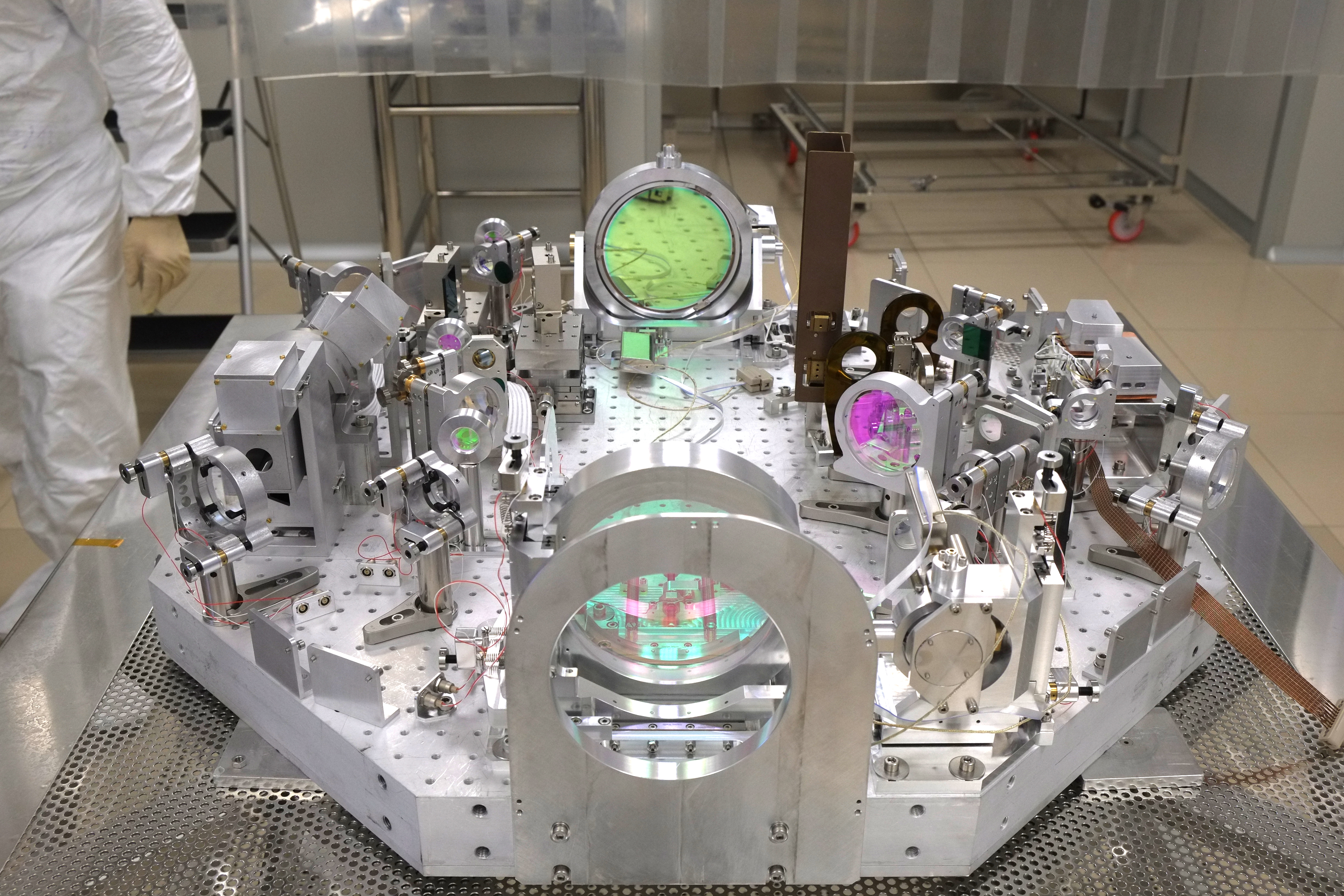
Banc de detecció de l'interferòmetre Virgo abans de la seva instal·lació a l'abril de 2015. Té una amplada de 88 cm i allotja el netejador de mode de sortida; la fotodíode es troba en un altre banc.

Durant la cursa O3, es va introduir una font de buit comprimit per reduir el soroll quàntic, una de les principals limitacions a la sensibilitat. En substituir el buit estàndard per un buit comprimit, es redueixen les fluctuacions d'una quantitat a costa d'augmentar les fluctuacions d'una altra quantitat a causa del principi d'incertesa de Heisenberg. A Virgo, les quantitats són l'amplitud i la fase de la llum. El buit comprimit va ser proposat el 1981 per Carlton Caves en els inicis dels detectors d'ones gravitacionals. Durant la cursa O3, es va implementar una compressió independent de la freqüència; la compressió és idèntica a totes les freqüències, reduint el soroll de Poisson (dominant a altes freqüències) i augmentant el soroll de la pressió de radiació (dominant a baixes freqüències i que no limita la sensibilitat de l'instrument). Gràcies a la injecció de buit comprimit, el soroll quàntic es va reduir en 3,2 dB a altes freqüències i el rang del detector es va incrementar entre un cinc i un vuit per cent. Es produeixen estats comprimits més sofisticats combinant la tecnologia de l'O3 amb una nova cavitat de filtre de 285 metres (935 peus). Aquesta tecnologia, coneguda com a compressió dependent de la freqüència, ajuda a reduir el soroll de xoc a altes freqüències (on el soroll de la pressió de radiació és irrellevant) i a reduir el soroll de pressió de radiació a baixes freqüències (on el soroll de xoc és baix).

### Infraestructura

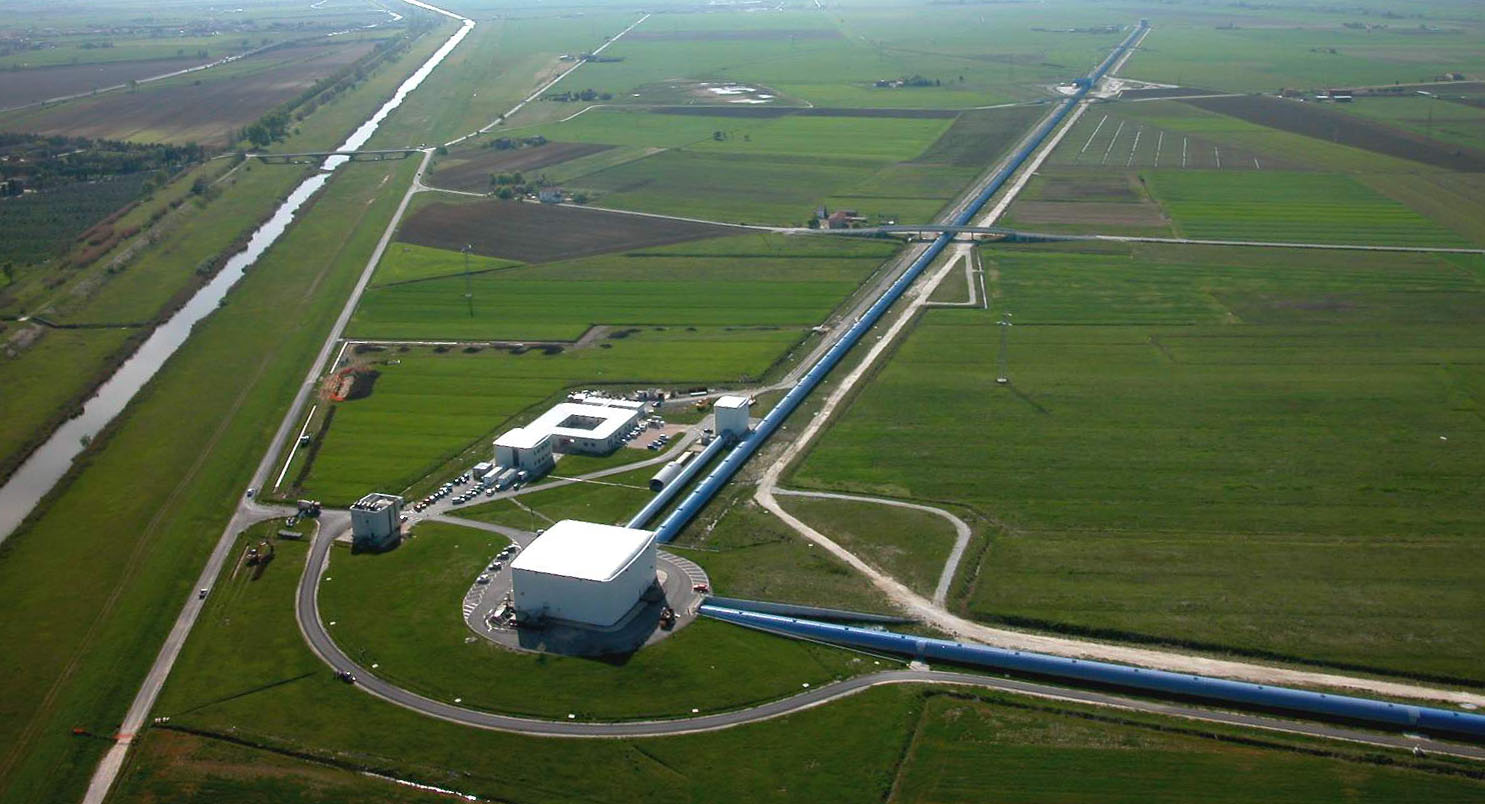
2015 vista aèria del detector Virgo, mostrant el braç oest (dalt) i part del braç nord (dreta), junt amb diversos edificis
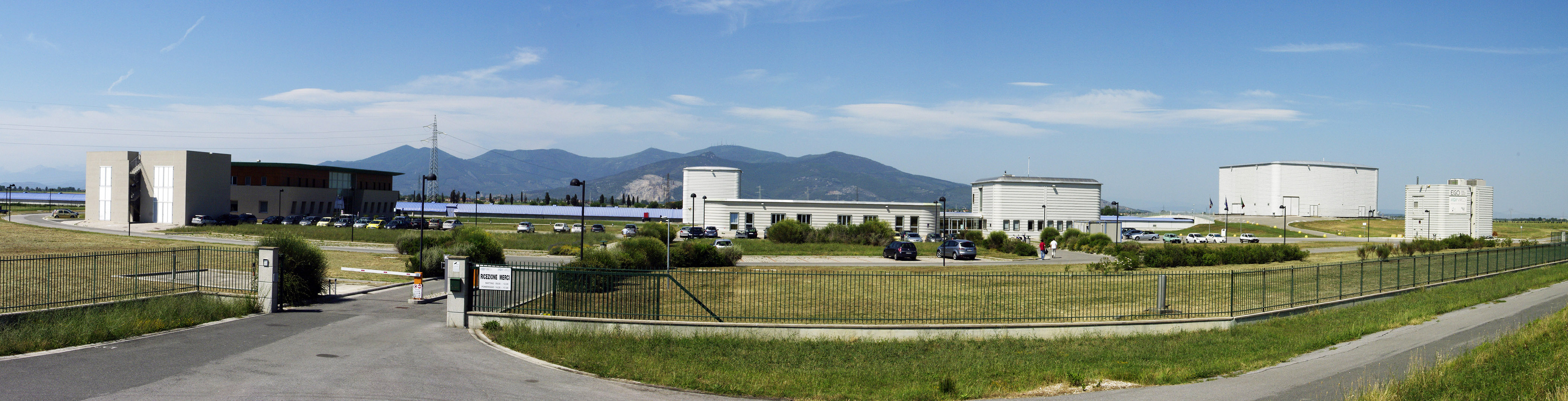
Panorama de l'entrada al detector Virgo
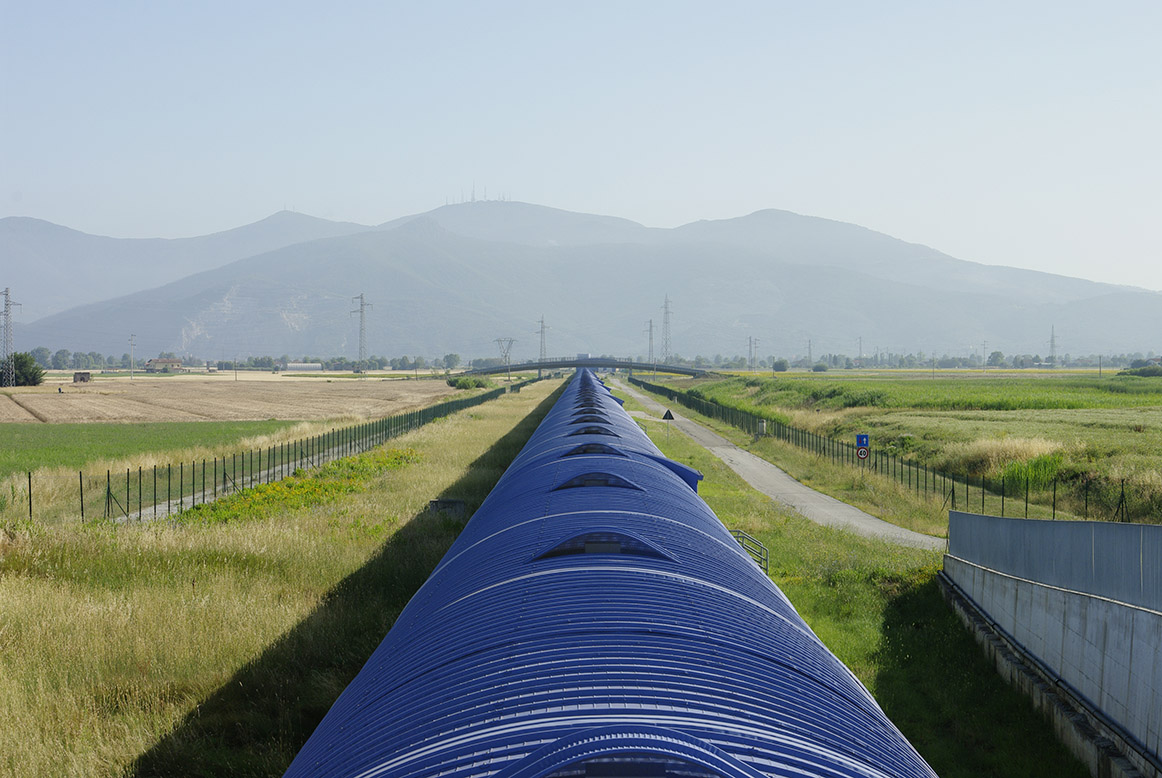
Braç nord de 3 kilòmetres de longitud
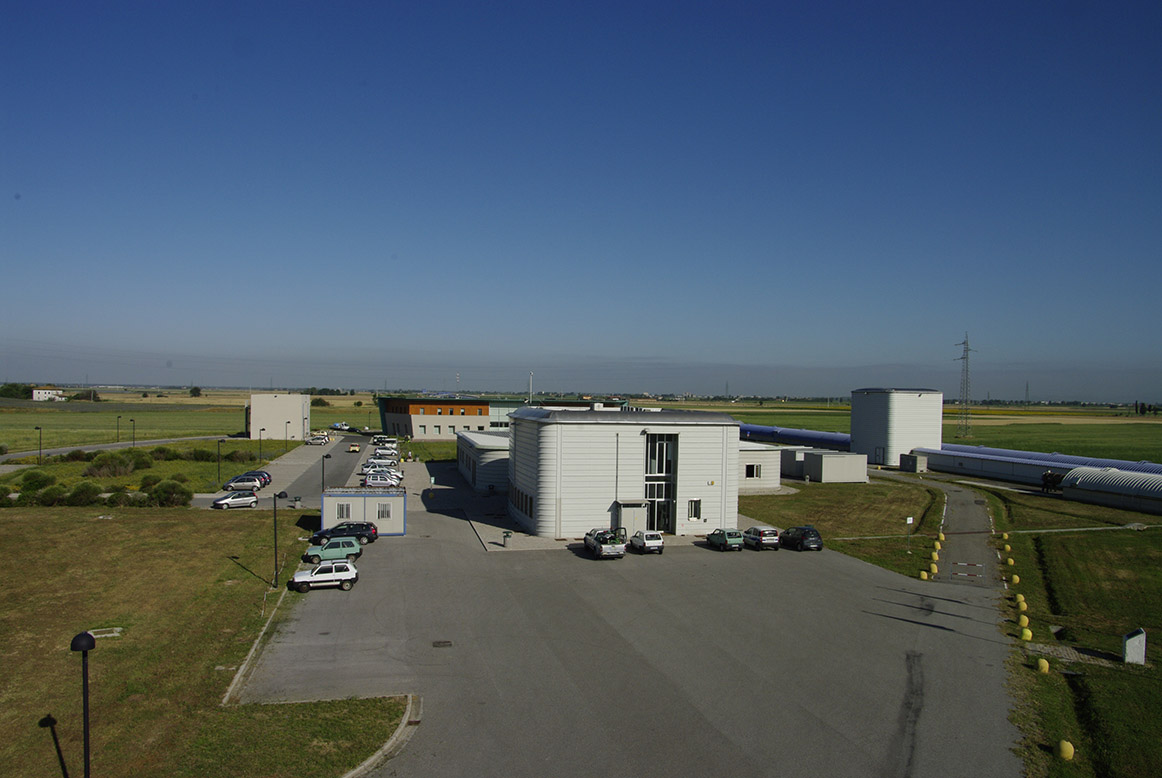
(Frontal) Edifici de la sala de control del detector i centre de computació local
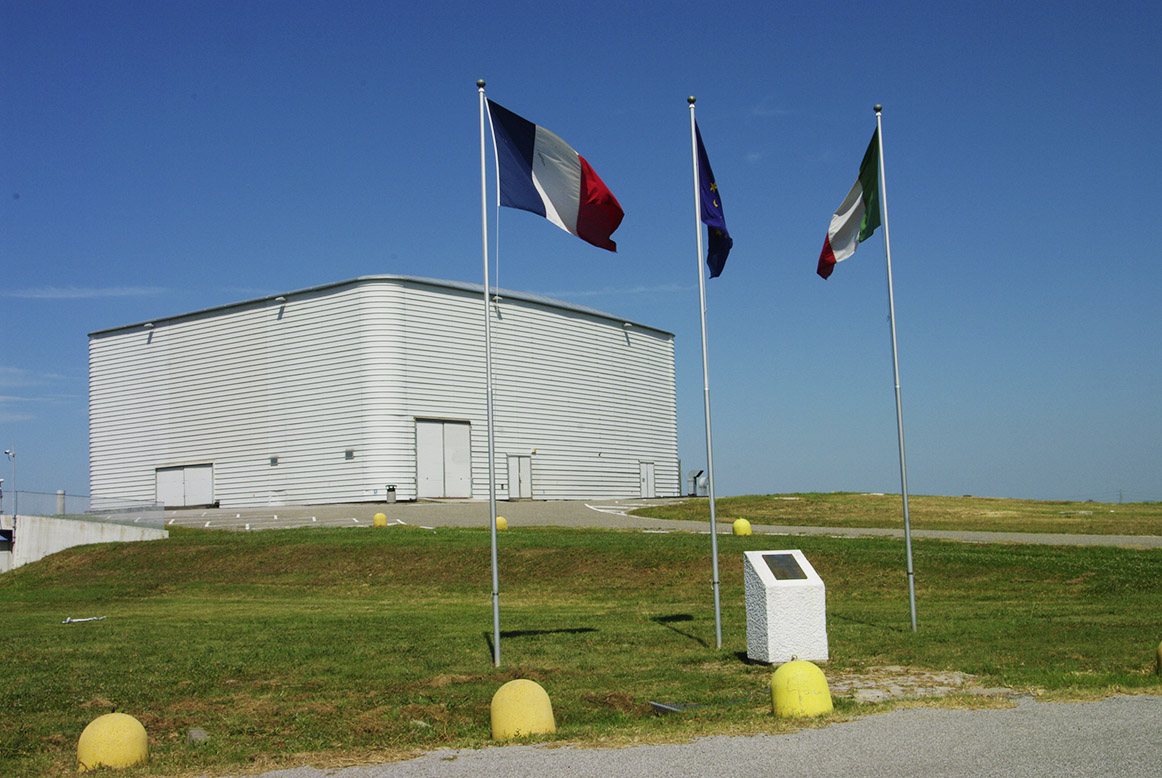
L'edifici central, que conté la major part dels components crítics de l'instrument
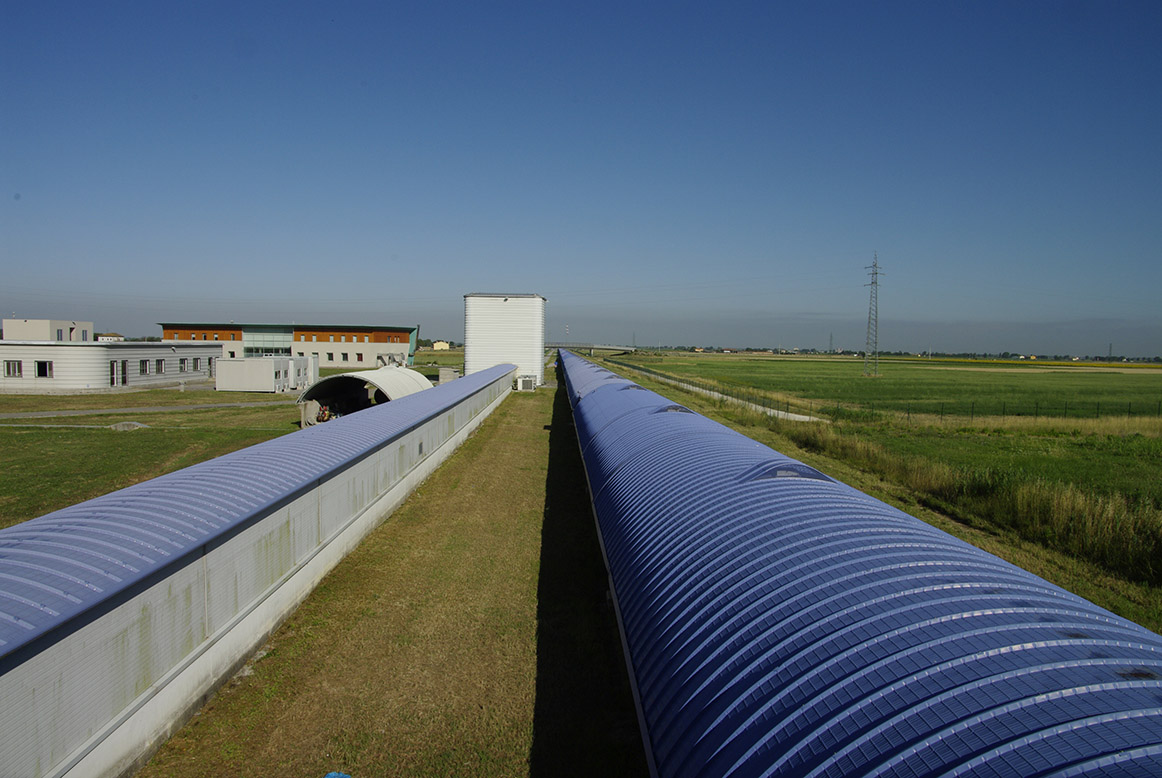
La cavitat del mode-cleaner (a l'esquerra, que filtra el feix làser) i el braç oest

Vist des de l'aire, el detector Virgo té una forma de "L" amb dos braços perpendiculars de 3 km (1,9 milles) de llargada. A la intersecció dels dos braços es troba l'edifici central, que conté la majoria dels components clau de Virgo, inclosos el làser, el divisor de feix i els miralls d'entrada. Al llarg del braç oest, una cavitat més curta i l'edifici associat allotgen el netejador de mode d'entrada. Els miralls finals es troben en un edifici dedicat a l'extrem de cada braç. Al sud del braç oest, edificis addicionals contenen oficines, tallers, el centre de computació del lloc i la sala de control de l'instrument.
Els "túnels" dels braços allotgen tubs per on viatgen els feixos làser en un buit. Virgo és la instal·lació d'ultrabuit més gran d'Europa, amb un volum de 6,800 metres cúbics (1,800,000 U.S. gal). Els dos braços de 3 km (1.9 mi) estan formats per un llarg tub d’acer de 1.2 m (3.9 ft) de diàmetre, en el qual la pressió residual objectiu és aproximadament una mil·lèsima de bilionèsima d'una atmosfera (100 vegades més prim que en el Virgo original). Les molècules de gas residuals, principalment hidrogen i aigua, tenen un impacte limitat en el recorregut dels feixos làser.:525 A ambdós extrems dels braços hi ha grans vàlvules de comporta per permetre treballs a les torres de buit dels miralls sense trencar l'ultra-alt buit dels braços. Les torres que contenen els miralls i els atenuadors es divideixen en dues seccions amb diferents nivells de pressió. Els tubs passen per un procés anomenat "cocció", en què es calfen fins a 150 °C (302 °F) per eliminar les partícules no desitjades de les seves superfícies. Tot i que les torres també es van sotmetre a cocció en el disseny inicial de Virgo, ara s’utilitzen trampes criogèniques per evitar la contaminació.:526
A causa de la gran potència de l’interferòmetre, els seus miralls són susceptibles als efectes d'escalfament induïts pel làser (tot i l'extremadament baixa absorció). Aquests efectes poden causar deformacions en la superfície a causa de la dilatació tèrmica o canvis en l'índex de refracció del substrat, donant lloc a pèrdues de potència de l’interferòmetre i pertorbacions en el senyal. Per corregir-ho, s’utilitza un sistema de compensació tèrmica (TCS), que inclou sensors d'ona Hartmann per mesurar l’aberració òptica amb una font de llum auxiliar i dos actuadors: làsers de CO2 (que escalfen parts del mirall per corregir els defectes) i calefactors anulars, que ajusten el radi de curvatura del mirall. També corregeix els "defectes freds": imperfeccions permanents introduïdes durant la fabricació del mirall.:187–188 Durant la cursa O3, el TCS va augmentar la potència dins l'interferòmetre en un 15% i en va reduir la potència sortint en un factor de dos.

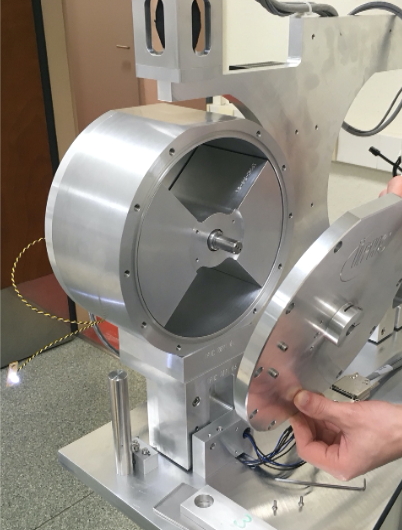
Un calibrador newtonià ("NCal") abans de la instal·lació al detector. Se n’han instal·lat diversos a prop d’un mirall final; el moviment del rotor genera una força gravitacional variable sobre el mirall, cosa que en permet un moviment controlat.

Un altre component important és el sistema per controlar la llum dispersa (qualsevol llum que surti del camí designat de l’interferòmetre) a causa de la dispersió sobre una superfície o d’una reflexió no desitjada. La recombinació de la llum dispersa amb el feix principal de l’interferòmetre pot ser una font de soroll significativa, sovint difícil de rastrejar i de modelar. La majoria d’esforços per mitigar la llum dispersa es basen en plaques absorbents (conegudes com a bafles) col·locades a prop de l’òptica i dins dels tubs; es prenen precaucions addicionals per evitar que els bafles afectin el funcionament de l’interferòmetre.
Calibratge és necessari per estimar la resposta del detector a les ones gravitatòries i reconstruir correctament el senyal. Implica moure els miralls d’una manera controlada i mesurar-ne el resultat. Durant l’era inicial de Virgo, això es feia principalment agitant el pèndol on està suspès el mirall mitjançant bobines que generaven un camp magnètic en interacció amb els imants fixats al pèndol. Aquesta tècnica es va emprar fins a O2. Per a O3, el mètode de calibratge principal va ser la calibració fotònica (PCal); fins llavors havia estat un mètode secundari per validar resultats, fent servir un làser auxiliar per desplaçar el mirall amb pressió de radiació. Un mètode conegut com a calibració newtoniana (NCal) es va introduir al final d’O2 per validar els resultats de PCal; es basa en la gravetat per moure el mirall, col·locant-hi a prop una massa en rotació a una distància específica. A l’inici de la segona part d’O4, NCal es va convertir en el mètode principal de calibratge perquè va oferir un millor rendiment que PCal; PCal encara s’utilitza per validar els resultats de NCal i per cobrir freqüències més altes, inaccessibles a NCal.
L’instrument requereix un sistema eficient d’adquisició de dades, que gestioni les dades mesurades a la sortida de l’interferòmetre i les dels sensors del lloc, per escriure-les en fitxers i distribuir aquests fitxers per a l’anàlisi de dades. Per fer-ho, s’han desenvolupat components electrònics i programari específics.

#### Fonts de soroll

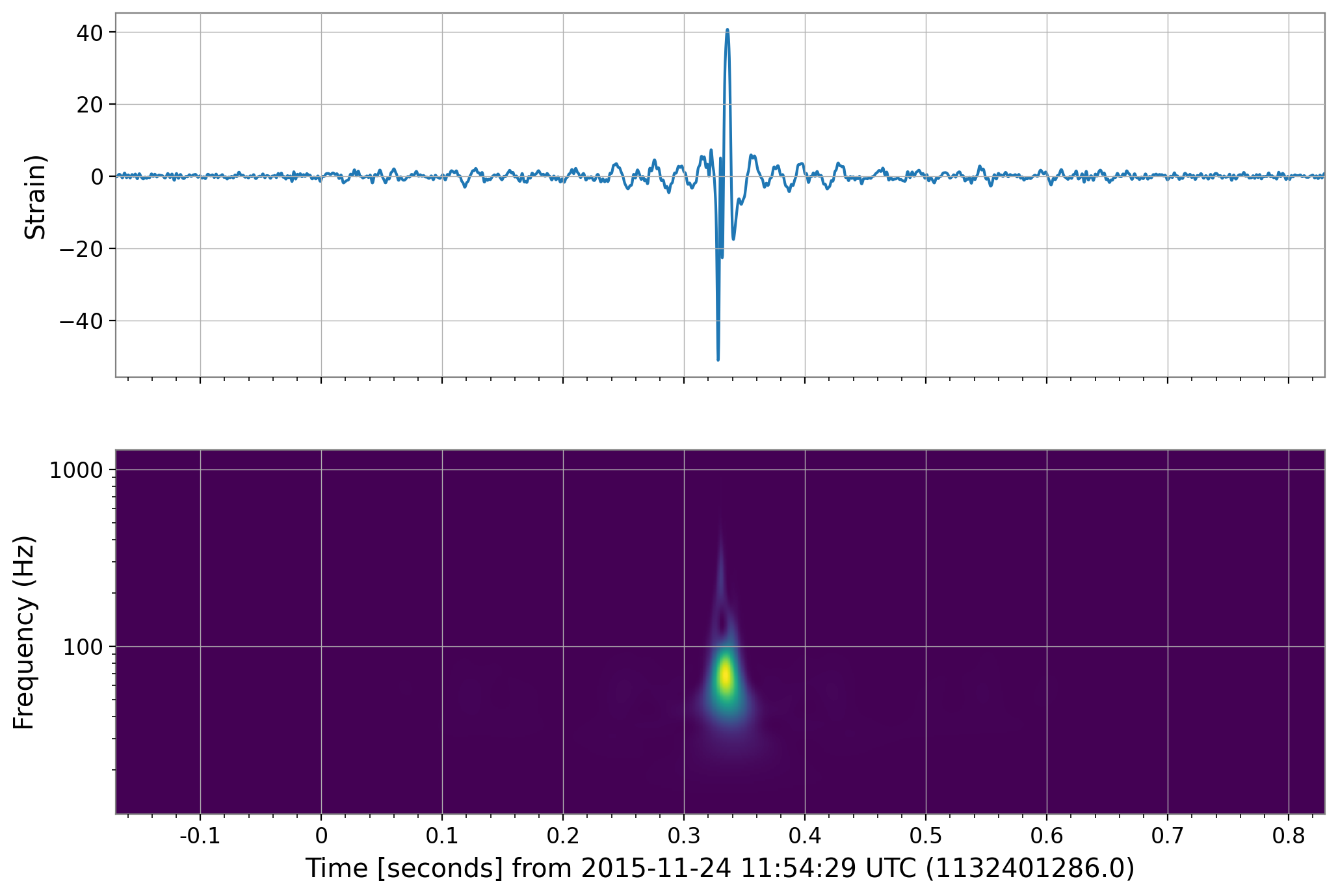
Glitch anomenat “Koi Fish” de les dades de LIGO Hanford de 2015. A la part superior es mostra la sortida del detector (la deformació) en funció del temps, i a la part inferior la distribució de la potència en freqüència. Aquest tipus de glitch té un origen desconegut i cobreix un ampli rang de freqüències, amb “aletes” característiques a freqüències més baixes.

### Soroll i sensibilitat